# 格倫科 (北卡羅萊納州)
格倫科（英語：Glencoe）是位於美國北卡羅萊納州阿拉曼斯縣的非建制地區。

## 地理
格倫科所處的海拔為高於海平面176米（即577英呎），而該地所採用的時區為UTC-5，即北美东部时区（EST）。同時該地設有夏令時間，為UTC-5調快一小時，即UTC-4（EDT）。